# Listă de filantropi români
Această pagină este o listă filantropi români.
- Vasile Adamachi (n. 1811, Iași– d. 20 martie 1892, Iași), om de știință român, creatorul "Fondul Adamachi" (două milioane și jumătate de lei) al Academiei Române folosit pentru premierea scrierilor morale, îmbrăcămintea copiilor săraci, imprimări de lucrări premiate, stipendii.
- Anastasie Bașotă (n. 22 ianuarie 1798 – d. 27 decembrie 1869, Iași), boier moldovean, logofăt al Moldovei, creatorul Institului „Anastasie Bașotă” din Pomârla.
- Stroe S. Belloescu (n. 20 martie 1838, Câmpina - d., 20 octombrie 1912), inginer, profesor și intelectual român.
- Octav Botnar (21 octombrie 1913 – 11 iulie 1998), om de afaceri născut la Cernăuți.
- Nicolae Casso (n. 19 mai 1839, Ciutulești, Soroca – d. 1904, Paris), revoluționar român basarabean, membru al societății literare „Junimea”.
- Nedelcu P. Chercea (n. 7 iulie 1857, Brăila – d. 1946, Brăila), fostul proprietar al uzinelor Laminorul - cel mai mare filantrop brăilean.
- Grigore Constantinescu-Monteoru, industriaș român.
- Iorgu Dumitrescu [1][2]
- Constantin Bursan [3]
- Jacques M. Elias (n. 1844, București – d. 14 mai 1923, București), bancher, moșier și industriaș român de origine evreiască, membru post-mortem al Academiei Române. Averea sa, lăsată prin testament Academiei Române, a permis înființarea Fundației Familiei Menachem H. Elias.
- Avram Goldstein-Goren (n. 28 iulie 1905, Podu Turcului județul Bacău – d. 27 noiembrie 2005), bancher evreu român, industriaș israelian și om de afaceri internațional.
- Solomon I. Halfon (1846–1913), bancher evreu român, fundatorul Băncii Comerciale Române.
- Ioan Kalinderu (1840–1913), jurist, silvicultor și publicist român, membru titular al Academiei Române.
- Cecilia Maniu (1876–1956), fondatoarea unui orfelinat la Șimleu Silvaniei
- Constantin Năsturel-Herescu, general, a cărui donație a permis constituirea Fondului „Năsturel-Herescu” cu care Academia Română a înființat Premiile Năsturel-Herescu.
- Scarlat Pastia (n. 24 septembrie 1827, comuna Nicorești, județul Galați – d. 11 decembrie 1900, Iași), jurist, primar al municipiului Iași între anii 1877-1879.
- Gheorghe Pastia (n. 1847? – d. 1928), maior în rezervă, erou al Războiului de Independență, fondator al Teatrului Municipal „Maior Gheorghe Pastia” și Ateneului Popular „Maior Gheorghe Pastia” din Focșani.
- Dumitru Peligrad, boier din Mărginimea Sibiului.
- Ion Rațiu (1917-2000), politician, fondator al Uniunii Mondiale a Românilor Liberi și al Centrului Rațiu pentru Democrație
- Gheorghe Roșca Codreanu (n. 10 martie 1805 – d. 19 noiembrie1837 Viena), boier moldovean care a contribuit la formarea învățămîntului românesc.
- Neculai Roșca Codreanu, boier moldovean care și-a lăsat averea pentru înființarea primei școli de fete din Bârlad.
- Anton Sailer (n. 1820, Arad – d. 1904, Timișoara), comerciant român de origine austriacă.
- Constantin Savulescu - a înzestrat instituții bisericești [1]
- Vasile Stroiescu (n. 11 noiembrie 1845, Trinca, județul Hotin; d. 13 aprilie 1926, București), om politic român basarabean, susținător al învățământului școlar, membru de onoare al Academiei Române.
- Demostene Tranulis, filantrop român de origine greacă care a construit în 1927 cinematograful Ligii Culturale Ctitoria Demostene Tranulis, devenit ulterior Sala Fantasio a Teatrului Fantasio
- Emanuil Ungureanu (n. 1 ianuarie 1846, Satchinez – d. 1929), avocat român din Banat.
- Constantin N Vasiliu Bolnavu, a înființat și înzestrat Fundația Universitară Constantin N. Vasiliu Bolnavu
- Iuliu A. Zanne (n. 11 iulie 1855, Brusa, Turcia – d. 14 februarie 1924, București), folclorist român.
- Gheorghe Râșcanu (n. 11 iunie 1839, satul Tuzora, ținutul Orhei – d. 1879). În orașul ce urma să-i poarte numele, Rîșcani, din Republica Moldova, a ctitorit biserica cu hramul „Adormirea Maicii Domnului” și a construit o stație poștală, o școală publică pentru băieți, un spital și o școală duminicală de meserii.